# Ofolanga
Ofolanga je otok u okrugu Lifuka, u otočju Haʻapai u Tongi. Otok se nalazi 15 km zapadno-sjeverozapadno od Haʻana i dug je 1.2 km i širok 70 metara, s maksimalnom nadmorskom visinom od 7 metara. Okružen je koraljnim grebenom i lagunom.